# Štiřín (zámek)
Zámek Štiřín je barokní jednopatrová trojkřídlá stavba z roku 1750. Nachází se v obci Kamenice v okrese Praha-východ.

## Poloha

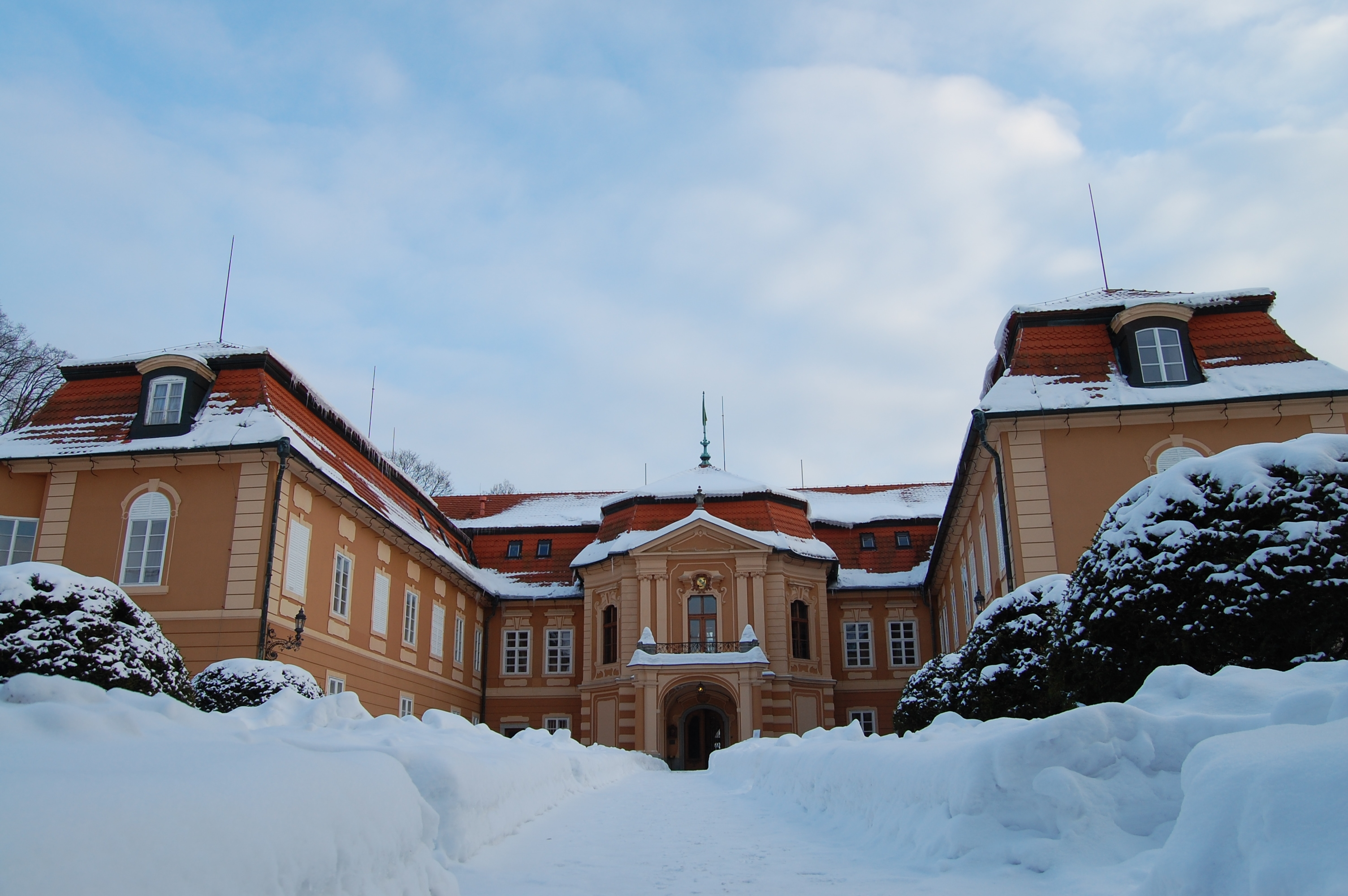
Zámek Štiřín v zimě

Zámek Štiřín se nachází ve středočeské obci Kamenice v okrese Praha-východ, přibližně 10 km od jihovýchodního okraje Prahy, nedaleko Velkých Popovic.
Ve Štiříně i v jeho bezprostředním okolí je několik větších rybníků ležících na Kamenickém potoku a jeho přítocích. Největší z nich je Štiřínský rybník na sever od zámku.

## Dějiny zámku

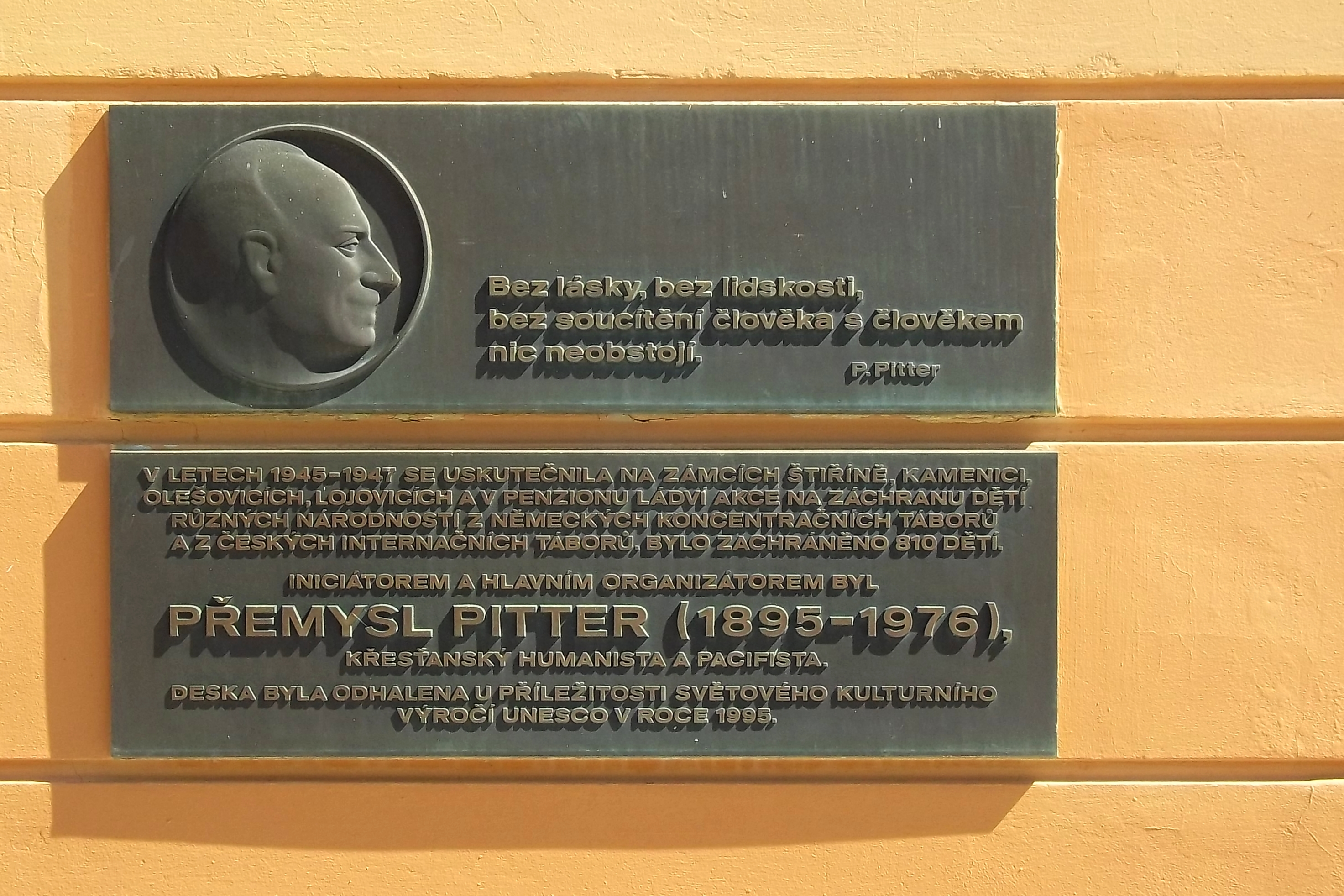
Pamětní deska Přemysla Pittera, jenž zachránil stovky dětí.

V místě současného zámku stávala středověká tvrz z 15. století. Roku 1562 zde přenocoval král a císař Maxmilián II. Tvrz však byla za třicetileté války zničena, zachovaly se z ní pouze tři malé místnosti. Současná podoba zámku o třech traktech pochází z barokní přestavby v roce 1750.
V roce 1822 zámek zakoupil kníže Rohan a později v letech 1831–1870 se majitelem zámku stal hraběcí rod Nostic-Rieneck, majitelé nedalekého průhonického panství. Ti zde provedli některé další stavební úpravy. Posledním ze soukromých majitelů zámku byl od roku 1870 podnikatel František Ringhoffer, jehož potomci zámek vlastnili až do roku 1945.
V letech 1945 – 1947 byl zámek součástí tzv. „akce zámky“, kde byla na zámcích Kamenice, Lojovice, Olešovice a Štiřín křesťanským humanistou a pacifistou Přemyslem Pittrem organizována akce na záchranu dětí všech národností a vyznání z německých koncentračních táborů a poválečných internačních táborů.
V současné době zámek Štiřín slouží jako luxusní hotel, který ke svým soustředěním využívá česká fotbalová reprezentace (trénuje na hřišti v nedalekých Kunicích). Z části zámeckého parku vzniklo v 90. letech 20. století devítijamkové golfové hřiště.

## Zajímavosti
V roce 1981 se zde na zámku natáčela filmová adaptace na motivy povídky Boženy Němcové V zámku a podzámčí, kterou režíroval Ludvík Ráža, s Janou Brejchovou v hlavní roli hraběnky.
V roce 1974 se na zámku natáčela závěrečná scéna z českého filmu režiséra Oldřicha Lipského Jáchyme, hoď ho do stroje!
Zámek Štiřín je spojen se dvěma aférami:
- tzv. aféra Štiřín z doby vlády Miloše Zemana, v níž šlo o obvinění z úplatkářství, snahy po vyrobení kompromitujících materiálů na Josefa Zielence a také o nadhodnocení faktur při rekonstrukci zámku Štiřín na úkor státního rozpočtu[2][3] (obviněn byl tehdejší generální sekretář ministerstva zahraničí Karel Srba)
- obvinění z neoprávněného čerpání peněz ze státního rozpočtu v letech 2009–2010[4]

Zámek je předmětem soudního sporu mezi ČR a Junákem – českým skautem. Zámek byl v únoru 1948 skautům zabaven komunisty a skauti jej nyní požadují zpět.
V roce 2024 nabídl český stát zámek k prodeji, když jej nabízel za cenu převyšující tři miliardy korun. K prodeji zámku ovšem nedošlo.